# Agrostis cavanillesiana
Agrostis cavanillesiana é uma espécie de gramínea do gênero Agrostis, pertencente à família Poaceae.